# 塞勒菲特
塞勒菲特（羅馬化：Salfīt）是位於約旦河西岸地區巴勒斯坦飛地的一座由巴勒斯坦國巴勒斯坦民族权力机构實際控制的城市，也是巴勒斯坦國萨尔费特省的行政中心。塞勒菲特毗鄰阿里埃勒。根据巴勒斯坦中央统计局的数据，2017年塞勒菲特當地人口为10,911人。

## 歷史
1949停战协议签订后，塞勒菲特受约旦管轄。
1948年，萨尔菲特成為巴勒斯坦共产党總部所在地。
第三次中东战争後，塞勒菲特被以色列占领。
1995年，以色列將當地移交給巴勒斯坦民族權力機構管轄。阿克薩群眾起義期間，當地被以色列短暫佔領。

## 友好城市
- 法國 里斯-奥朗日斯